# Iván Masařík
Iván Masařík, né le 14 septembre 1967 à Jilemnice, est un biathlète tchèque.

## Biographie
Il commence sa carrière sportive sous les couleurs tchécoslovaques jusqu'en 1992, année de sa première participation aux Jeux olympiques, s'y classant notamment douzième en sprint. Auparavant, il dispute ses premiers championnats du monde en 1990 et obtient la médaille d'argent sur la course par équipes 
avec Tomáš Kos, Jiří Holubec et Jan Matouš. Il termine également neuvième de l'individuel, son premier résultat personnel significatif. Aux Championnats du monde 1995, il est de nouveau médaillé d'argent par équipes. En 1998, il monte individuellement pour la première et seule fois sur podium en Coupe du monde en se classant troisième à Hochfilzen et aux Jeux olympiques de Nagano, prend le quatrième place sur l'individuel.
Il est vice-champion d'Europe du sprint en 2000.
En 2002, lors de sa dernière saison sur le circuit mondial, il participe pour la quatrième fois aux Jeux olympiques qui se déroulent à Salt Lake City, où il se classe 42e de l'individuel et cinquième du relais.

## Palmarès

### Jeux olympiques d'hiver
| Nat.            | Épreuve / Édition      | Individuel | Sprint | Poursuite                        | Relais |
| --------------- | ---------------------- | ---------- | ------ | -------------------------------- | ------ |
| Tchécoslovaquie | JO 1992 Albertville    | 66e        | 12e    | Épreuve inexistante à cette date | 7e     |
| Tchéquie        | JO 1994 Lillehammer    | 34e        | -      | Épreuve inexistante à cette date | 12e    |
| Tchéquie        | JO 1998 Nagano         | 4e         | 15e    | Épreuve inexistante à cette date | 14e    |
| Tchéquie        | JO 2002 Salt Lake City | 42e        | -      | -                                | 5e     |

Légende :
- : épreuve inexistante lors de cette édition.

### Championnats du monde
| Nat.            | Mondiaux \ Épreuve       | individuel     | Sprint         | Poursuite                        | Départ en masse                  | Relais         | Course par équipes               |
| Tchécoslovaquie | 1990 Minsk & Oslo        | 9e             | 27e            | Épreuve inexistante à cette date | Épreuve inexistante à cette date | -              | Médaille d'argent, monde         |
| Tchécoslovaquie | 1991 Lahti               | 24e            | 23e            | Épreuve inexistante à cette date | Épreuve inexistante à cette date | 10e            | 5e                               |
| Tchéquie        | 1993 Borovets            | 58e            | 30e            | Épreuve inexistante à cette date | Épreuve inexistante à cette date | 12e            | 9e                               |
| Tchéquie        | 1994 Canmore             | JO Lillehammer | JO Lillehammer | Épreuve inexistante à cette date | Épreuve inexistante à cette date | JO Lillehammer | 5e                               |
| Tchéquie        | 1995 Antholz Anterselva  | 28e            | 19e            | Épreuve inexistante à cette date | Épreuve inexistante à cette date | -              | Médaille d'argent, monde         |
| Tchéquie        | 1996 Ruhpolding          | 24e            | 28e            | Épreuve inexistante à cette date | Épreuve inexistante à cette date | 12e            | —                                |
| Tchéquie        | 1997 Osrblie             | 27e            | 41e            | 42e                              | Épreuve inexistante à cette date | 15e            | 9e                               |
| Tchéquie        | 1998 Pokljuka Hochfilzen | JO Nagano      | JO Nagano      | 24e                              | Épreuve inexistante à cette date | JO Nagano      | 19e                              |
| Tchéquie        | 1999 Kontiolahti & Oslo  | 13e            | 43e            | 25e                              | 24e                              | 15e            | Épreuve inexistante à cette date |
| Tchéquie        | 2000 Oslo /( Lahti)      | 38e            | 26e            | 17e                              | -                                | 7e             | Épreuve inexistante à cette date |
| Tchéquie        | 2001 Pokljuka            | 76e            | 53e            | 47e                              | -                                | 14e            | Épreuve inexistante à cette date |

Légende :

 : médaille d'argent

 : épreuve inexistante à cette date

— : pas de participation à cette épreuve

### Coupe du monde
- Meilleur classement général : 23e en 1994.
- 1 podium individuel : 1 troisième place.
- 3 podiums en relais : 1 victoire, 1 deuxième place et 1 troisième place.

#### Classements annuels
| Année | Classement général final |
| 1993  | 51e                      |
| 1994  | 23e                      |
| 1996  | 35e                      |
| 1997  | 46e                      |
| 1998  | 29e                      |
| 1999  | 29e                      |
| 2000  | 39e                      |
| 2001  | 25e                      |
| 2002  | 77e                      |

### Championnats d'Europe
- Médaille d'argent du sprint en 2000.